# Воловое (Московская область)
Во́ловое — деревня в Раменском муниципальном районе Московской области. Входит в состав сельское поселение Ганусовское. Население — 144 чел. (2010).

## Название
В 1577 году упоминается как деревня Воловое. Название связано с некалендарным личным именем Вол.

## География
Деревня Воловое расположена в юго-западной части Раменского района, примерно в 26 км к юго-западу от города Раменское. Высота над уровнем моря 135 м. Рядом с деревней протекает река Гнилуша. Ближайший населённый пункт — деревня Нащекино.

## История
В 1926 году деревня входила в Нащекинский сельсовет Жирошкинской волости Бронницкого уезда Московской губернии.
С 1929 года — населённый пункт в составе Бронницкого района Коломенского округа Московской области. 3 июня 1959 года Бронницкий район был упразднён, деревня передана в Люберецкий район. С 1960 года в составе Раменского района.
До муниципальной реформы 2006 года деревня входила в состав Ганусовского сельского округа Раменского района.

## Население
| 1926 | 2002 | 2010 |
| ---- | ---- | ---- |
| 85   | ↗112 | ↗144 |

В 1926 году в деревне проживало 85 человек (40 мужчин, 45 женщин), насчитывалось 15 крестьянских хозяйств. По переписи 2002 года — 112 человек (56 мужчин, 56 женщин).